# Келецки окръг
Келецки окръг (на полски: Powiat kielecki) е окръг в Югоизточна Полша, Швентокшиско войводство. Заема площ от 2246,07 км2. Административен център е град Келце.

## География
Окръгът се намира в историческия регион Малополша. Разположен е в централната част на войводството.

## Население
Населението на окръга възлиза на 208 798 души (2016 г.). Гъстотата е 93 души/км2.

## Административно деление
Административно окръгът е разделен на 19 общини.
Градско-селски общини:
- Община Бодзентин
- Община Хенчини
- Община Хмелник
- Община Далешице
- Община Моравица

Селски общини:
- Община Белини
- Община Горно
- Община Лагов
- Община Лопушно
- Община Маслов
- Община Меджяна Гора
- Община Мньов
- Община Нова Слупя
- Община Пекошов
- Община Пежхница
- Община Раков
- Община Шитковка Новини
- Община Стравчин
- Община Загнанск

## Галерия
- Бодзентин
- Хенчини
- Хмелник
- Далешице